# Paelopatides quadridens
Paelopatides quadridens is een zeekomkommer uit de familie Synallactidae.
De wetenschappelijke naam van de soort werd in 1940 gepubliceerd door Svend Geisler Heding.